# 圣让德米内尔瓦 (埃罗省)
圣让德米内尔瓦（法語：Saint-Jean-de-Minervois）是法国埃罗省的一个市镇，属于贝济耶区（Béziers）圣蓬德托米埃县（Saint-Pons-de-Thomières）。该市镇总面积32.7平方公里，2009年时的人口为141人。

## 人口
圣让德米内尔瓦人口变化图示